# Famille Hardy
La famille Hardy est une famille de notables de Laval.

## Histoire
La famille Hardy a pris son origine dans le bourg et paroisse du Genest.[réf. nécessaire]

## Personnatités
- Emery Hardy demeurait à la Bellangerie, situé au Genest en 1342.
- Etienne Hardy de la Bellangerie, son fils ou son petit-fils, épousa Barbe Le Vayer, dont il eut un fils du même nom.

Celui-ci prit alliance avec Françoise de Montalembert et en eut deux enfants : 
- - Françoise Hardy, qui fut religieuse;
  - Robert Hardy de la Bellangerie, marié à Françoise Chasseboeuf, lequel vint s'établir à Laval, en 1615, et se fit pourvoir d'une charge de conseiller au siège de l'élection de Laval En 1616, il était fermier général de l'abbaye de Clermont pour les fiefs du Cormier, du Genest et de Mondon.
    - Son fils, Jean Hardy de la Bellangerie', fut aussi élu et avocat à Laval. Marié d'abord à Françoise Ouvrard, il n'en eût point d'enfants. Il épousa, en secondes noces, Françoise Geslin, dont il a deux filles, dont l'une épousa René Pichot de la Graverie, et l'autre Jean Leclerc de la Provosterie. et, en troisièmes, Renée Guays, dont il eut quatre enfants.
      - Un seul, Jean-François Hardy de la Bellangerie, laissa postérité de Jeanne Guays, fille de François Guays du Flécheray et de Françoise Chataigner.

    - Pierre Hardy de Lévaré, sieur de Lévaré, est conseiller du roi en la Sénéchaussée d'Anjou et au siège du présidial de la ville de Château-Gontier.
      - Son fils, René Hardy de Lévaré, né en 1662, fut juge de police en 1688 et juge civil du siège ordinaire de Laval en 1706. Il mourut en 1722. Il fit faire la Place Hardy-de-Lévaré. 
        - Ambroise-Jean Hardy de Lévaré, son fils, juge de police en 1723 et élu maire de Laval le 16 juin 1747, a été plusieurs fois continué dans cet office.
          - René-François Hardy, sieur de la Coudre
            - Ambroise-François Hardy de Lévaré, né le 20 juillet 1749. Il fut écuyer et maréchal des logis de la maison du Roi. Il épousa Jeanne Perrier de Lhommeau, dont il eut deux enfants. 
              - L'un d'eux hérita du domaine de Beauvais, et décéda, sans alliance, dans un âge fort avancé, après avoir vendu, vers 1855, à son homme d'affaires, cette propriété.

## Armoiries
Les armes de la famille Hardy de Lévaré se blasonnent ainsi : de sable, au lion d'argent, couronné d'or, accompagné de 3 molettes de mème 2 et 1.